# الحرقة (العريفة)

تعديل مصدري - تعديل

الحرقة محلة تابعة لقرية العريفة، التابعة لعزلة وادي ضباء بمديرية ذي السفال إحدى مديريات محافظة إب في الجمهورية اليمنية، بلغ تعداد سكانها 36 حسب تعداد اليمن لعام 2004.